# Lucas Pérez
Lucas Pérez Martínez (A Coruña, 1988. szeptember 10.) spanyol labdarúgó, a PSV Eindhoven játékosa.

## Pályafutása

### Kezdetek
Lucas A Coruñában született Galicia régióban. Pályafutása korai éveiben több csapat utánpótláscsapatainál is megfordult, végül 2009-ben a Rayo Vallecano szerződtette. A 2010-11-es szezonban hét bajnoki mérkőzésen egy gólt szerzett), a Rayo pedig feljutott a La Ligába. 

### Karpati Lviv

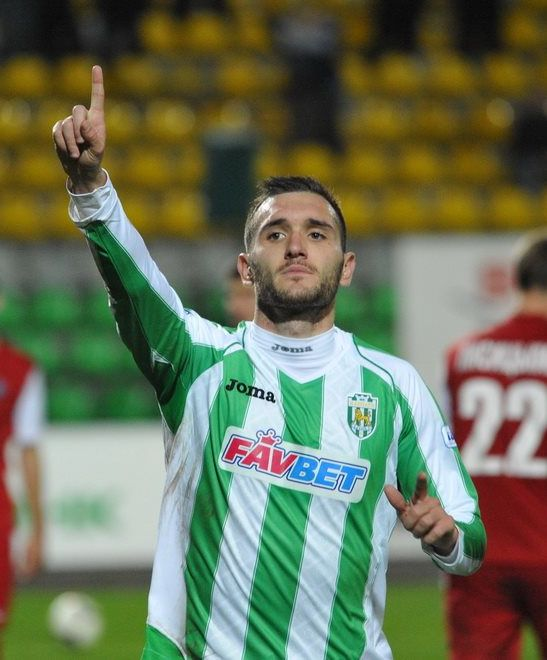
Lucas egy mesterhármas után a Karpati Lviv mezében 2012-ben

Miután lejárt a szerződése, ingyen szerződött az ukrán élvonalbeli Karpati Lviv csapatához. 2013 januárjában kölcsönben a Dinamo Kijivhez került, de fél év alatt egy bajnokin sem lépett pályára.

### PAÓK
2013. július 5-én a görög PAÓK szerződtette, 700. 000 euróért, három évre. Augusztus 17-én, a Xánthi ellen szerezte első gólját, majd ő egyenlített az észak-görög rangadón az Árisz ellen. Első fél szezonja végén bejutottak a nemzeti kupa döntőjébe, ott azonban a Panathinaikósz jobbnak bizonyult.  
2014. július 18-án a Deportivo La Coruña egy évre kölcsönvette. A spanyol élvonalban október 19-én a Valencia ellen debütált. Kisebb sérülése miatt több mérkőzést is ki kellett hagynia.  

### Deportivo
2015 augusztus 12-én  négyéves szerződést kötött a Deporral. Nagyszerű szezont produkált, az első 15 bajnoki után 11 gólnál járt, egymaga mentette döntetlenre a Barcelona elleni mérkőzést (2-2). A bajnokságot végül 18 góllal zárta, erre pedig több nagy csapat is felfigyelt.

### Arsenal
2016 augusztus 27-én Arsène Wenger úgy nyilatkozott, hogy Lucas orvosi vizsgálatra érkezett a klubhoz, és bármikor szerződtethetik. Végül hivatalosan augusztus 30-án jelentették be a megszerzését, Lucasért 17 millió eurót fizetett a londoni csapat a Depornak.

### Újra Deportivo
2017. augusztus 31-én a Deportivo egy évre kölcsönvette az Arsenáltól.

### West Ham United
2018. augusztus 9-én a szintén angol West Ham United csapatába szerződött.

### Alavés
2019 nyarán a spanyol Alavés csapatához szerződött.

### Elche
2021. augusztus 31-én aláírt az Elche csapatához egy évre.

### Ismét Deportivo
2022. december 31-én jelentették be, hogy 2023. január 1-től a Deportivo La Coruña játékosa lett. 2025. január 22-én személyes okokra hivatkozva felbontotta a klubbal a szerződését.

### PSV Eindhoven
2025. február 23-ánjelentették be, hogy a holland PSV Eindhoven szerződtette.

## Klub statisztika
2018. május 5. szerint
| Klub                | Idény          | Bajnokság     | Bajnokság | Kupa          | Kupa  | Nemzetközi    | Nemzetközi | Összesen      | Összesen |
| Klub                | Idény          | Pályára lépés | Gólok     | Pályára lépés | Gólok | Pályára lépés | Gólok      | Pályára lépés | Gólok    |
| ------------------- | -------------- | ------------- | --------- | ------------- | ----- | ------------- | ---------- | ------------- | -------- |
| Rayo                | 2009–10        | 2             | 0         | 0             | 0     | —             | —          | 2             | 0        |
| Rayo                | 2010–11        | 5             | 1         | 0             | 0     | —             | —          | 5             | 1        |
| Összesen            | Összesen       | 7             | 1         | 0             | 0     | —             | —          | 7             | 1        |
| Karpaty Lviv        | 2010–11        | 8             | 0         | 0             | 0     | —             | —          | 8             | 0        |
| Karpaty Lviv        | 2011–12        | 26            | 6         | 4             | 0     | 4             | 1          | 34            | 7        |
| Karpaty Lviv        | 2012–13        | 17            | 8         | 1             | 0     | —             | —          | 18            | 8        |
| Összesen            | Összesen       | 51            | 14        | 5             | 0     | 4             | 1          | 60            | 15       |
| Dinamo Kijiv        | 2012–13        | 0             | 0         | 0             | 0     | 0             | 0          | 0             | 0        |
| Összesen            | Összesen       | 0             | 0         | 0             | 0     | 0             | 0          | 0             | 0        |
| PAÓK                | 2013–14        | 32            | 9         | 6             | 0     | 12            | 1          | 50            | 10       |
| PAÓK                | 2015–16        | 0             | 0         | 0             | 0     | 2             | 2          | 2             | 2        |
| Összesen            | Összesen       | 32            | 9         | 6             | 0     | 14            | 3          | 52            | 12       |
| Deportivo La Coruña | 2014–15        | 21            | 6         | 0             | 0     | —             | —          | 21            | 6        |
| Deportivo La Coruña | 2015–16        | 36            | 17        | 1             | 0     | —             | —          | 37            | 17       |
| Deportivo La Coruña | 2016–17        | 1             | 1         | 0             | 0     | —             | —          | 1             | 1        |
| Összesen            | Összesen       | 58            | 24        | 1             | 0     | —             | —          | 59            | 24       |
| Arsenal             | 2016–17        | 11            | 1         | 7             | 3     | 3             | 3          | 21            | 7        |
| Deportivo La Coruña | 2017–18        | 33            | 7         | 2             | 1     | 0             | 0          | 35            | 8        |
| Karrier összes      | Karrier összes | 205           | 60        | 21            | 4     | 21            | 7          | 247           | 70       |

## Sikerei, díjai
PAÓK
- Görög kupa: Döntős 2013-14

Arsenal
- Angol kupa: 2016–17

Deportivo La Coruña
- Primera Federación: 2023–24

## Fordítás
- Ez a szócikk részben vagy egészben  a   Lucas Pérez című angol Wikipédia-szócikk fordításán alapul.  Az eredeti cikk szerkesztőit annak laptörténete sorolja fel. Ez a jelzés csupán a megfogalmazás eredetét és a szerzői jogokat jelzi, nem szolgál a cikkben szereplő információk forrásmegjelöléseként.